# 西中町 (知立市)
西中町（にしなかちょう）は愛知県知立市の町名。

## 地理
知立市の南西部に位置し刈谷市と接する。
国道23号知立バイパスと国道419号を結ぶ西中インターがあり、交通の要所となっている。町北を猿渡川、南を吹戸川がながれる。町内に小字を持つが丁目は持たない。

### 小字
| - 跡落（あとおち） - 荒新切（あらじんきり） - 北新切（きたじんきり） - 北吹戸（きたふきど） - 砂原（すなはら） - 百度（ずんど） - 天神（てんじん） | - 中新切（なかじんきり） - 中長（なかちょう） - 永崎（ながさき） - 西街道（にしかいどう） - 南新切（みなみじんきり） - 祐古山（ゆうごやま） |

## 歴史
碧海郡西中村を前身とする。
1889年（明治22年）10月1日の町村制施行に伴い、八ツ田村・西中村・谷田村・篠目村が合併し、長崎村となり消滅。
1906年（昭和39年）5月1日に八ツ田、西中、谷田が知立町へ篠目が安城町へ合併される。

## 世帯数と人口
2019年（令和元年）8月1日現在の世帯数と人口は以下の通りである。
| 町丁   | 世帯数  | 人口    |
| ------ | ------- | ------- |
| 西中町 | 524世帯 | 1,401人 |

### 人口の変遷
国勢調査による人口の推移
| 1995年（平成7年）  | 1,089人 | [ 5 ] |  |
| 2000年（平成12年） | 1,040人 | [ 6 ] |  |
| 2005年（平成17年） | 1,094人 | [ 7 ] |  |
| 2010年（平成22年） | 1,113人 | [ 8 ] |  |
| 2015年（平成27年） | 1,352人 | [ 9 ] |  |

## 学区
市立小・中学校に通う場合、学区は以下の通りとなる。
| 番・番地等 | 小学校               | 中学校               |
| ---------- | -------------------- | -------------------- |
| 全域       | 知立市立知立南小学校 | 知立市立知立南中学校 |

## 交通
- 国道23号
  - 名豊道路
    - 西中インターチェンジ
- 国道419号

## 施設
- 西中町公民館
- 神明社

## その他

### 日本郵便
- 郵便番号 : 472-0016[3]（集配局：知立郵便局[11]）。

## 参考資料
- 「角川日本地名大辞典」編纂委員会 編『角川日本地名大辞典 23 愛知県』角川書店、1989年3月8日。ISBN 4-04-001230-5。
- 『日本歴史地名大系 23 愛知県の地名』、平凡社、1981年。